# Битка на Јармуку
Битка код Јармука представља главну битку која се одиграла између војски Византијског царства и Рашидунског Калифата. Битка се одвијала кроз серију мањих окршаја који су трајали шест дана и који су се одиграли у августу 636. године, ублизини реке Јармук, дуж данашње сиријско-јорданске границе и сиријско-палестинске границе источно од Галилејског језера. Битка је окончана арапском победом која је за своју последицу имала окончање византијске власти у Сирији. Битка код Јармука сматра се једном од најважнијих битки у војној историји, означила је први велики талас раних муслиманских освајања након смрти посланика Мухамеда, означивши тиме брз продор ислама кроз тадашњи хришћански Левант.
Како би ставио под контролу арапско напредовање и повратио изгубљене територије, цар Ираклије је у мају 636. године покренуо велики поход на подручју Леванта. Како се византијска војска приближавала, Арапи су се тактички повукли из Сирије и прегруписали све своје снаге на равницама Јармука у близини Арабијског полуострва, где су, након што су ојачани, победили бројчано надмоћнију византијску војску. Ова битка се сматра једном од највећих војних победа Халида ибн Валида. Ова победа је учврстила његову репутацију као једног од највећих тактичара и заповедника коњице у историји.

## Увод
Године 610., за време Византијско-сасанидског рата 602-628, Ираклије је постао цар Византијског царства, након што је свргнуо Фоку. У међувремену, Сасанидско царство је освојило Месопотамију, а 611. Сасаниди су прегазили Сирију и ушли у Анадолију, заузимајући Цезареју Мазаку (сада Кајсери, Турска). Ираклије је 612. године успео да избаци Персијце из Анадолије, али је доживео убедљив пораз 613. када је покренуо велику офанзиву у Сирији против Персијанаца. Током наредне деценије Персијанци су успели да освоје Палестину и Египат. У међувремену, Ираклије се припремио за контранапад и обновио своју војску. Девет година касније, 622. године, Ираклије је коначно покренуо своју офанзиву. Након великих победа над Персијанцима и њиховим савезницима на Кавказу и Јерменији, Ираклије је 627. године покренуо зимску офанзиву против Персијанаца у Месопотамији, одневши одлучујућу победу у бици код Ниниве, угрозивши тиме главни град персијанаца Ктесифон. Дискредитован овим низом катастрофа, Хозроје II је свргнут и убијен у државном удару који је предводио његов син Кавад II, који је одмах поднио мир, пристајући да се повуче са свих окупираних територија Византијског царства. Ираклију је пошло за руком да поврати Часни крст који су отели Сасаниди и да га уз величанствену церемонију која је тим поводом организована врати у Јерусалим 629. године.
У међувремену, дошло је до брзог политичког развоја на Арабијском полуострву, где је Мухамед проповедао ислам, а 630. успешно је ујединио већину Арабије под једним политичким ауторитетом. Када је Мухамед умро у јуну 632, Ебу Бекр је изабран за калифа и његовог политичког наследника. Проблеми су се појавили убрзо након Ебу Бекровог доласка на власт, када се неколико арапских племена отворено побунило против Ебу Бекра, који је објавио рат побуњеницима. У оном што је постало познато као Ратови Рида 632-633, Ебу Бекр је успео да уједини Арабију под централном влашћу калифа у Медини.
Када су побуњеници били потчињени, Ебу Бекр је започео рат освајања, почевши од Ирака. Шаљући свог најбриљантнијег генерала, Халида ибн ел Валида, Ирак је освојен кроз низ успешних похода против Сасанидских Персијанаца. Самопоуздање Ебу Бекра порасло је и кад је Халид основао своје упориште у Ираку, Ебу Бекр је објавио позив на оружје чиме је позвао на инвазију Сирије у фебруару 634. Муслиманска инвазија на Сирију била је серија пажљиво планираних и добро координираних војних операција које су користиле стратегију уместо сирове снаге како би се супротставили византијским обрамбеним мерама. Међутим, муслиманске војске су се ускоро показале као премале да би се носиле са византијским одговором који је уследио, а њихови команданти су тражили појачање. Ебу Бекр је послао Халида из Ирака у Сирију са појачањима и каоо би предводио инвазију. У јулу 634. Византинци су убедљиво поражени у Аџнадајну. Дамаск је пао у септембру 634, након чега је уследила битка код Фахла, где је посљедњи значајнији гарнизон из Палестине поражен.
Калиф Ебу Бекр је умро 634. године. Његов наследник, Омар, био је одлучан у намери да продужи ширење царства калифата на Сирију. Иако су претходне кампање које је предводио Халид биле успешне, он је замењен Абу Убајдом. Осигуравши јужну Палестину, муслиманске снаге су сада напредовале трговачком рутом, где су Тиберијада и Баалбек пали без много напора, и освојили Емесу почетком 636. године. Одатле су муслимани наставили са освајањем преко Леванта.

## Византијски контранапад
Након што су заузели Емесу, муслимани су наставили свој марш до Алепа, византијског утврђења и Антиохије, где је боравио Ираклије. Озбиљно узнемирен низом неуспеха, Ираклије се припремио за контранапад како би поново задобио контролу над изгубљеним регијама Године 635. Јездигерд III, цар Персије, затражио је савез са византијским царем. Ираклије је удао своју ћерку (према традицији, своју унуку) Манјан за Јездигерда III, како би учврстио савез. Док се Ираклије припремао за велику офанзиву на Леванту, Јездигерд је требало да организује истовремени контранапад у Ираку, у ономе што је требало да буде добро координиран напад. Када је Ираклије покренуо своју офанзиву у мају 636. године, Јездигерд није могао да се усклади са маневром - вероватно због исцрпљеног стања своје државе – а што је био глави део плана који је он пропустио да спроведе.
Византијске припреме су започеле крајем 635. године, а до маја 636. године Ираклије је имао велике снаге концентрисане у Антиохији у северној Сирији. Сакупљени контингенти византијске војске састојали су се од Словена, Франака, Грузијаца, Јермена и Хришћанских Арапа. Ова сила је била организована у пет армија, чији је заједнички вођа био Теодор Тритирије. Вахан, јерменски и бивши заповедник гарнизона Емесе, постао је командант целог бојног поља,  и имао је под својом командом чисто јерменску војску. Букинатор (Канатир), словенски кнез, командовао је Словенима, а Џабала ибн ел Аихам, краљ арапских Гасанида, командовао је искључиво хришћанским арапским снагама. Преостали контингенти, сви Европљани, били су под командом Григорија и Даирџана. Ираклије је лично надзирао операцију из Антиохије. Византијски извори спомињу Никетаса, сина персијског војсковође Шахрбараза, међу заповедницима, али није сигурно којом је војском командовао.
У то време, Рашидунска војска била је подељена у четири групе: једна под Амром у Палестини, једна испод Шурахбилом у Јордану, једна под Јазидом у подручју Дамаска-Цезареје и последња под Абу Убајдом заједно са Халидом у Емеси. Како су муслиманске снаге биле географски подељене, Ираклије је покушао искористити ову ситуацију и планирао је да нападне. Није желео да се упусти у једну битку, већ да се ангажује на централном положају и да се бори против непријатеља пажљивим концентрисањем великих снага на сваки од муслиманских корпуса пре него што они успеју да консолидују своје трупе у једну војску. Намера му је била да присиљавајући муслимане да се повуку или уништавајући муслиманске снаге одвојено, он спроведе у дело своју стратегију поновног заузимања изгубљене територије. Појачања су послата у Цезареју под Ираклијевим сином Константином III, да би за себе везали Јазидове снаге које су опседале град. Византијска царска војска се покренула из Антиохије и северне Сирије негде средином јуна 636. године.
Византијска царска војска требало је да делује по следећим плану:
- Џабалина лако наоружана коњица хришћанских Арапа требало је да маршира до Емесе кроз Алепо преко Хаме и да задржи главне муслиманске снаге код Емесе.
- Даирџан је трбало да начини покрете на крилима-тачније крећући се између обале и пута за Алепо и приближи се Емеси са запада, нападајући на муслиманско лево крило док их фронтално буду задржавале снаге Џабалаха.
- Григорије је трбало да нападне муслиманско десно крило, приближвајући се Емеси преко северозападне Месопотамије.
- Канатир је тебало да маршира дуж целог пута уз обалу и да заузме Бејрут, одакле је трбало да нападне слабо брањени Дамаск са запада како би одсекао главну муслиманску војску од Емесе.
- Ваханове снаге је требало да нападну као резервне снаге, приближавајући се Емеси преко Хаме.[30]

## Муслиманска стратегија
Муслимани су открили Ираклијеве припреме у Шаизару преко римских затвореника. Упозорени на могућност да буду ухваћени са одвојеним снагама које би могле бити уништене, па је због тога Халид сазвао ратни савет. Тамо је саветовао Абу Убајда да повуче трупе из Палестине и из Северне и Централне Сирије, а затим да се цела Рашидунска војска сконцентрише на једном месту.Абу Убајда је наредио концентрацију трупа у пространој равници близу Џабије, јер је контрола над овим подручјем омогућавала деловање коњице и омогућила долазак појачања од Омара, како би се снажна, уједињена формација могла усмерити против византијских војски. Овај положај је такође пружао предност због тога што се налазио у непосредној близини рашидунског упоришта Наџрана, у случају могућег повлачења. Издата су и упутства да се џизија (порез) врати људима који су је платили. Међутим, када су се сконцентрисали у Џабији, муслимани су били изложени нападима про-византијских снага Гасанида. Стварање логора у овој области испоставило се несигурним јер је снажна византијска војска била у гарнизону у Цезарији и могла је напасти муслиманску позадину док с се они на бојном пољу боре против византијских снага. На Халидов савет муслиманске снаге су се повукле у Дара'ах (или Дару) и Дајр Ајуб, покривајући пролаз између јармукових клисура и равница Хара лаве, и успоставиле линију логора у источном делу равнице Јармук . Ово је била јака одбрамбена позиција а ови маневри су натерали муслимане и византијанце на одлучујућу битку, коју су ови други покушали да избегну. Током ових маневара, није било никаквих деловања војски, осим мањег сукоба између Халидове елитне лаке коњице и византијских претходница које су стражариле.

## Бојно поље
Битка се одиграла у равници јорданског Хаурана, југоисточно од Голанске висоравни, на брдском подручју које се тренутно налази на граници између Јордана и Сирије, источно од Галилејског језера. Битка је вођена на равници јужно од реке Јармук. Овај кланац се спаја са реком Јармук, притоком реке Јордан, на југу. У том пределу ток реке је имао врло стрме обале, у распону од 30 m до 200 m у висину. На северу се налазио пут за Џабију, а на истоку су била брда Азра, мада су ова брда иначе била изван стварног попришта борбе. Стратешки гледано, постојао је само један значајан положај на бојном пољу: висине око 100 m познат као Тел ел Џума, па је за муслиманске трупе сконцентрисане тамо, брдо је дало добар поглед на равницу Јармука. Кланац на западу бојишта био је доступан на неколико места 636. године, и имао је један главни прелаз: римски мост (Џиср-ур-Руккад) у близини Аин Дакар . Логистички гледано, Јармукова равница имала је довољно залиха воде и пашњака за одржавање обе војске, сама равница била је одлична за коњичке маневре.

## Распоред трупа
Већина ранијих извештаја наводи величину муслиманских снага у распону између 24.000 и 40.000 људи и византијских снага на између 100.000 и 400.000. Савремена процена одсноса снага двеју војски варира: велика већина процењује византијску војску на између 80.000 и 150.000, док друге процене износе од 15.000 до 20.000 војника. Процене о броности Рашидунске војске износе између 25.000 и 40.000 војника. Првобитне процене потичу углавном из арапских извора, и углавном се слажу у томе да су византијска војска и њени савезници по бројности премашивали муслиманске Арапе у великој мери. Једини рани византијски извор који о овој бици извештава био је Теофан, који је писао о овим догађајима век касније. Извештаји о бици варирају, неки тврде да је трајала дан, а други да је трајала више од једног дана.

### Рашидунска војска
Током заседања ратног већа (савета), заповедништво над муслиманском војском било је пребачено на Халида од стране Абу Убајда, главног заповједника муслиманске војске. Након што је преузео команду, Халид је реорганизовао војску у 36 пешадијских пукова и четири коњичка пука, са својом елитом коњицом, лаким елитним коњичким трупама, које су држане у резерви. Војска је била организована у формацији Табије, уске, дефанзивне пешадијске формације. Војска је била постављена на фронту од 12 km, окренута према западу, док је њен леви бок лежао јужно од реке Јармук миљу пре него што су почиљале клисуре Вади ел Алан. Десни бок војске простирао се на путу ка Џабији и на северу преко висине Тел ел Џума, са значајним размацима између дивизија, тако да би њихова борбена линија по својој дужини одговарала византијској борбеној линији од 13 km. Центар војске био је под командом Абу Убајда ибн ел-Џарра (леви део центар) и Шурахбил бин Хасана (десни део центар). Лево крило је било под командом Јазида, а десно крило је било под Амр ибн ел А'ас-ом. Средишње, лево и десно крило као зону одговорности добиле су коњичке поставе, које би се користиле као резерва за контранапад у случају да их Византијци потисну осталу воску назад. Иза центра стајала је лака елитна коњица под личном командом Халида. Ако би и када би Халид био превише окупиран у заузет целокупном војском, Дхарар ибн ел-Азвар би заповедао лаким елитним коњичким трупама. Током битке Халид би у више наврата током критичних ситуација као одлучујући фактор за успех уводио ове резерве у борбу. Халид је послао неколико извиђача како би држао Византијце под присмотром.Крајем јула 636. год Вахан је послао Џабалу заједно са његовим лако наоружаним хришћанским арапским снагама у извиђање, али су их одбили војници лаких коњичких елитних трупа. Након овог сукоба, није било никаквог ангажовања током целог наредног месец дана.

#### Наоружање
Заштита главе арапских ратника укључивала је позлаћене шлемове сличне сребрним кацигама војника из Сасанидског царства. Панцирна кошуља се обично користила за заштиту лица, врата и образа или као једна врста шлемова или оклопљених капа. Тешке кожне сандале, као и сандале римског типа, такође су биле типичне за ране муслиманске војнике. Оклоп је укључивао очврслу кожну љуску или ламеларни оклоп и оклоп исплетен од челичних карика. У рашидунској војсци су се истицали пешаци који су били оклопљени јачим оклопом од оклопа коњаника. Војници су најчешће употебљавали штитовове израђене од дрвета или штитове плетене од прућа. Коришћена су копља дугих осовина, као и копља која су користили пешаци дугачка 2,5 m и копљима коњице дужине до 5,5 m. Коришћени су кратки пешадијски мачеви попут римских гладијуса и сасанидских дугачких мачева; дуге мачеве су обично носили коњаници. Мачеви су висили о појасу. Лукови су били дуги око 2 метра када су били олабављени, сличне величине као и познати енглески дугачак лук. Максимални ефективни домет традиционалног арапског лука био је око 150 m. Рани муслимански стрелци, стрелци који су се борили као пешадија без подршке коњичких јединица, показали су се веома ефикасним у одбрани од напада лаких и неоклопљених коњаника.

### Византијска војска
Неколико дана након што су се муслимани утаборили на равници Јармука, византијска војска, којој су претходили лако наоружани Гасаниди из Џабале, кренули су напред и успоставили снажно утврђене логоре северно од Вади-ур-Рукада. Десно крило византијске војске налазило се на јужном крају равнице, близу реке Јармук и око миљу пре него што су почињале клисуре Вади ел Алан. Лево крило Византинаца било је на северу, на малој удаљености пре него што су почињала брда Џабије, тако да је то крило војске било релативно изложено. Вахан је разместио царску војску окренуту према истоку, с предњом страном дугом око 13 km, док је покушавао да покрије цело подручје између кланца Јармука на југу и римског пута до Египта на северу, а између византијских дивизија остала су значајна одступања. Десним крилом је командовао Григорије, а левим Канатир. Центар је формиран од стране војске Даирџана и јерменске војске Вахана, обе под општом командом Даирџана. Римска редовна тешка коњица, катафракта, подељена је подједнако међу четири војске, свака војска је распоредила своју пешадију у први план, а њена коњица је била резерва у позадини. Вахан је размештао Џабалине хришћанске Арапе, постављене на коњима и камилама, као снаге које су вршиле чарке усмерене ка непријатељу, и надгледале главну војску до њеног доласка. Рани муслимански извори спомињу да је Грегоријева војска користила ланце како би повезала своје војнике, који су се заклели на смрт. Ланци су били у дужини од 10 људи и служили су као доказ непоколебљиве храбрости војника, који су на тај начин показали своју спремност да умру тамо где су стајали и никада се нису повлачили. Ланци су такође деловали као осигурање против продора непријатељске коњице. Међутим, савремени историчари сугеришу да су Византинци усвојили грчко-римску војну форму тестудо, у којој би војници стајали раме уз раме заштићени високим штитовима, а поредак од 10 до 20 људи био би потпуно заштићен са свих страна од удара пројекила, тако да сваки војник обезбеђује подршку за суседног пратиоца.

#### Наоружање
Византијска коњица била је наоружана дугим мачем, познатим као спатион. Имали су и дрвено копље, познато као контарион и лук (токсарион) са четрдесет стрела у тоболцу, обешене на седлу или око појаса. Тешка пешадија, позната као скоутатои, имала је кратак мач и кратко копље. Лагано наоружани византијски војници и стрелци носили су мали штит, а лук им је висио са рамена преко леђа као и тоболац са стрелама. Коњички оклоп састојао се од панцирне кошуље са са кованим карикама и кациге са привеском, тј. штитника за грло, обложеног тканином, који је имао руб и образ. Пешадија је на сличан начин била опремљена хауберком (челичном плетеном кошуљом), кацигом и оклопом за ноге. Коришћен је такође и лагани ламеларни оклоп као и крљушт оклоп.

## Тензије у византијској војсци
Халидова стратегија повлачења из окупираних подручја и концентрисања свих својих трупа за одлучујућу битку присилила је Византијце да одговоре са уједињењем свих својих пет војски. Византијци су вековима избегавали да учествују у великим биткама којима се одлучујуће утиче на исход сукоба, а концентрација њихових снага створила је логистичке напоре за које је царство није било добро припремљено. Дамаск је био најближа логистичка база, али Мансур, вођа Дамаска, није могао у потпуности снабдети огромну византијску војску која се окупила на равници Јармука. Забележено је неколико сукоба са локалним становништвом због захтева за снабдевањем, с обзиром да је лето било на измаку што је довело до смањења површина потребних за испашу. Извори који потичу са грчког двора оптужили су Вахана за издају која је била проузрокована његовом непослушношћу према Ираклијевој наредби да се не упушта у борбе великих размера са Арапима. Међутим, с обзиром на гомилање муслиманских војски у Јармуку, Вахан није имао другог избора него да одговори на исти начин. Односи између разних византијских заповедника су такође били пуни тензија. Била је то борба за моћ између Тритирија и Вахана, Џараџиса и Канатира (Букинатор). Џабала, хришћански арапски вођа, био је углавном игнорисан, на штету Византинаца с обзиром на његово познавање локалног терена. Тако је настала атмосфера неповерења између Римљана, Грка, Јермена и Арапа. Дугогодишње црквене заваде између монофизитских и халкедонских фракција, иако занемаривог директног утицаја, свакако су распламсале почетне тензије. Ефекат ових сукоба имао је за последицу смањење координације и планирања, што је и био један од разлога за катастрофални византијски пораз.

## Битка
Борбене линије муслимана и Византијаца биле су подељене на четири дела: лево крило, леви центар, десни центар и десно крило. Имајте на уму да су описи муслиманске и византијске борбене тачке међусобно супротни, тј. да је муслиманско десно окренуто према византијском левом крилу (види слику).
Цар Ираклије је издао наређење Вахану да се не упушта у битку док се не истраже све могућности дипломатског решења сукоба То се највероватније догодило зато што снаге Јаздегерда III још увек нису биле спремне за офанзиву у Ираку. Сходно томе, Вахан је послао Грегорија а затим и Џабалу да преговарају, иако су се њихови напори показали бескорисним. Пре битке, по Вахановом позиву, Халид је дошао да преговара о миру, на сличан начин. Ови преговори су одложили битку за месец дана. С друге стране, калиф Омар, чије су снаге у Кадисији претиле суочавањем са сасанидским војскама, наредио је Сад ибн Аби Вакасу да ступи у преговоре с Персијанцима и пошаље изасланике Јаздегерду III и његовом заповеднику Ростаму Фарохзаду, очигледно их позивајући да пређу у ислам. Ово је највероватније била тактика одлагања коју је Омар користио на персијском фронту. У међувремену, послао је појачање од 6000 војника, углавном из Јемена, Халиду. Ова сила је обухватала 1.000 Сахаба (другови Мухамеда), међу којима је било 100 ветерана битке код Бадра, прве битке у исламској историји, и укључивало је грађане највишег ранга, као што су Зубајр ибн ел Авам, Абу Суфјан и његов супруга Хинд бинт Утба.
Присутни су били и посебни следбеници као што су Саид бин Зајд, Фадл ибн Абас, Абдул-Рахман ибн Аби Бакр (син Ебу Бекра), Абдулах ибн Омар (син Омаров), Абан ибн Утман (син Османа), Абдулреман ибн Халид (син Халида), Абдулах ибн Џафар (нећак Алија), Амар ибн Јасир, Микдад ибн Асвад, Абу Дар ел Гифари, Малик ел Аштар, Абу Ајуб ел Ансари, Кајс ибн Сад, Худајфа ибн ел Јаман, Убада ибн ас Самит, Хишам ибн ел Ас, Абу Хураира и Икрима ибн Аби Џахл. Пошто је то била грађанска војска, за разлику од плаћеника, старост војника кретала се од 20 (у случају Халидовог сина) до 70 година (у случају Амара). Тројца од десет другова којима је Мухамед обећао рај, наиме Саид, Зубајр и Абу Убаида, били су присутни на Јармуку.
Омар, очигледно желећи да прво победи Византијце, ангажовао је најбоље муслиманске трупе против њих. Непрекидно струјање муслиманских појачања забрињавало је Византијанце, који су се бојали да ће муслимани са таквим појачањима ојачати, одлучили да немају другог избора него да нападну. Појачања која су била послата муслиманима у Јармук стигла су у малим групама, остављајући утисак континуираног низа појачања, како би се деморалисали Византинци и приморали их да нападну. Иста тактика је касније поновљена током битке код Кадисије.

### Дан 1.
Битка је почела 15. августа 636. године. У зору су се обе војске постројиле за борбу на мање од миље. У муслиманским хроникама је забележено да је пре почетка битке Георгије, заповедник снага у десном центру Византијске војске, одјахао до муслиманске линије и прешао на ислам; и умро истог дана у току борбе ратујући на муслиманској страни. Битка је почела када је византијска војска послала своје најбоље ратнике на двобој с муслиманским мубаризунима. Мубаризуни су били посебно обучени мачеваоци и копљаници, чија је намена била да убију што више непријатељских заповедника како би се тиме урушио противнички морал. У подне, након што је изгубио више заповедника у двобојима, Вахан је наредио ограничен напад са трећином својих пешадијских снага како би тестирао снагу и стратегију муслиманске војске и, користећи своју бројчану надмоћ и оружану супериорност, постигао пробој тамо где је Муслиманска борбена линија била је слаба. Међутим, византијском нападу је недостајала одлучност; многи војници царске војске нису били у стању да изврше одлучан притисак на муслиманске ветеране. Борбе су углавном биле умерене, иако је на неким местима било посебно интензивно. Вахан није појачао своју пешадију, од чега је две трећине задржано у резерви, док је једна трећина распоређена за борбе са муслиманима, а на заласку дана обе војске су прекинуле контакт и вратиле се у своје логоре.

### Дан 2.
Прва фаза: 16. августа 636. Вахан је на ратном већу донео одлуку да започне свој напад непосредно пре зоре, како би ухватио муслиманске снаге неприпремљене док су обављали своје јутарње молитве. Он је планирао да усмери своје две централне војске ка муслиманском центру у настојању да их заустави, док би главни удари били усмерени против крила муслиманске војске, која би се тада или изгурала са бојног поља или гурнула према центру. Како би посматрао бојно поље, Вахан је имао велики павиљон изграђен иза десног крила са јерменским снагама и телохранитељима. Он је наредио војсци да се припреми за изненадни напад. Без знања Византијаца, Халид се припремио за такву ситуацију тако што је током ноћи поставио снажну линију испостава како би се супротставио изненађењима, што је муслиманима дало времена да се припреме за битку. Центру противничке војске, Византијци нису нанели довољно јак удар, намеравајући да усмере муслимански центар ка свом положају и спрече их да појачају муслиманске снаге на другим положајима. Тако је центар остао стабилан. Али на крилима је ситуација била другачија. Канатир, који је командовао византијским левим боком који се састојао углавном од Словена, нападао је свом снагом, па је муслиманска пешадија на десном боку морала да се повуче. Амр, заповедник десног крила муслиманских снага наредио је свом коњаничком пуку да изврши контра напад, што је неутрализирало византијски напредак и стабилизовало борбену линију на десној страни за неко време, али је византијска бројчана супериорност изазвала њихово повлачење према муслиманском базном логору.
Друга фаза: Халид, свестан ситуације на крилима, наредио је да коњица десног крила да нападне северни бок византијског левог крила док је он са својим елитном коњичком гардом напао јужни бок византијског левог крила, а затим је муслиманска пешадија са десног крила напала спреда. Тројни напад присилио је Византијско лево крило да напусти муслиманске положаје које је освојило, а Амр је повратио изгубљени положај и почео да реорганизује свој корпус за још једну рунду. Ситуација на муслиманском левом крилу којим је командовао Јазид била је знатно озбиљнија. Док је муслиманско десно крило уживало помоћ елине коњичке гарде, лево крило није имало помоћи, а бројчана предност коју су уживали Византинци изазвала је заузимање муслиманског положаја, а војници су се повлачили према базним логорима. Овде су Византинци пробили корпус. Формација тестуда коју је Григоријева војска усвојила полако се кретала, али је имала и добру одбрану. Јазид је искористио свој коњички пук за контранапад, али је био одбијен. Упркос јаком отпору, ратници Јазида на левом крилу коначно су се вратили у своје логоре и на тренутак се чинило да Ваханов план успева. Центар муслиманске војске је био прикован и његова крила су били гурнута назад. Међутим, ниједано крило није било сломљено, иако је њихов морал био значајно пољуљан. Муслиманску војску у повлачењу дочекале су узнемирене арапске жене у камповима. Предвођене Хиндом, муслиманске жене демонтирале су своје шаторе и наоружане шаторским штаповима оптуживале своје мужеве и њихове саборце певајући импровизирану песму из битке код Ухуда која је тада била усмерена против муслимана.
”О ти који бежиш од сталне жене
Која има и лепоту и врлине
И остављаш је невернику,
Мрском и злом невернику,
Имаћеш, срамоту и пропаст“.
То је толико деловало на муслимане који су се повлачили да су се вратили на бојно поље.
Трећа фаза: Након што је успео да стабилизује положај на десном крилу, Халид је наредио елтној коњичкој гарди да пружи подршку помућеном левом крилу. Халид је одвојио један пук под командом Дхарар ибн ел-Азвара и наредио му да нападне фронт војске Даирџана (леви центар) како би извршио диверзију и запретио да изазове повлачење византијског десног крила са његове истурене позиције. Са остатком коњичке резерве он је напао Григоријево крило. И поново, изложени нападима с преда и са крила, Византијци су потиснути назад, али спорије јер су морали да одржавају своју формацију. Током заласка сунца, централне војске су прекинуле контакт и повукле се на своје првобитне положаје и оба фронта су обновљена дуж линија које су заузимале ујутро. Негде пред залазак сунца централни делови војски су прекинули међусобни контакт и вратили се на своје почетне позиције и обе војске су заузеле фронталне положаје дуж линија на којима су се налазиле у току јутра истог дана. Смрт Даирџана и и неуспех Вахановог плана битке, оставио је доста већу царску војску у деморалисаном раположењу, док су Халидови успешни контранапади охрабриле његове трупе упркос њиховој значајнијој малобројности.

### Дан 3.
Дана 17. августа 636. Вахан је размишљао о својим пропустима и грешкама из претходног дана, када је покренуо нападе на одређена муслиманска крила, али да су након почетног успеха, његови људи били одгурнути назад. Оно што му је највише сметало био је губитак једног од његових заповедника. Царска византијска војска одлучила се за мање амбициозан план, Вахан је сада тежио ка томе да разбије муслиманску војску на одређеним тачкама. Одлучио је да изврши притисак на релативно изложено десно крило, где његове покретљиве трупе могу слободније да се крећу у односу на нераван терен код левог крила муслиманске војске. Одлучено је да се на споју између десног дела муслиманског центра и десног крила које су држали Канатирови Словени нареди, поделе снаге на два дела како би се одвојено борили против Арапа.
Прва фаза: Битка се наставила византијским нападима на десно крило муслимана и њихов десни центар. Након што су задржали почетни напад Византинца, муслиманско десно крило потиснуто назад, праћено десним делом свога центра центра. Спомиње се да су их поново сусреле њихове жене, које су их поново грдиле и порамљивале. Међутим, трупе су успеле да се реорганизју на одређеној удаљености од кампа и успеле су да одрже свој положај припремајући се за противнапад.
Друга фаза: Знајући да се византијска војска фокусира на муслиманско десно крило, Халид ибн ел Валид је покренуо напад својом покретљивом гардијском коњицом, заједно са осталом муслиманском коњаницом са десног крила. Халид ибн ел Валид је ударио на десно крило византијског левог центра, а коњичка резерва десног муслиманског центра ударила је на византијски леви центар на његовом левом крилу. У међувремену, наредио је муслиманској коњици са десног крила да нападне леви бок византијског левог крила. Борба се убрзо претворила у крвопролиће. На обе стране било је много мртвих. Халидови благовремени бочни напади поново су спасили дан за муслимане и у сумрак су Византијци били одбачени на позиције које су држали на почетку битке.

### Дан 4.
18. август 636, четврти дан, требало је да се покаже одлучујућим.
Прва фаза: Вахан је одлучио да истраје у свом ратном плану из претходног дана, јер се показао успешаним у наношењу штете муслиманској страни. Канатир је предводио две војске Словена против муслиманског десног крила и десног центра уз учешће Јермена и хришћанских Арапа на челу са Џабалом. Муслиманско десно крило и десни центар поново су се повукли.> И Халид је поново ушао у сукоб са својом покретљивом гардом коњаника. Страхујући од општег напада на широком фронту који не би могао да одбије из предострожности је наредио Абу Убајди и Јазиду на левом центру и левим крилима да нападну византијске војске на својим фронтовима. Напад би проузроковао развлачење византијског фронта и спречавањем општег напредовања царске војске.
Друга фаза: Халид је поделио своју коњичку гарду у две групе и напао крила византијског левог центра, док је пешадија муслиманског десног центра напала спреда. Под тим трокраким маневром, Византинци су се повукли. У међувремену, муслиманско десно крило је обновило напад својом пешадијаом која је нападала спреда као и помоћу коњаничких резерви које су нападале северни бок византијског левог крила. Док се византијски леви центар повлачио под притиском трокраког напада који је изводио Халид, византијско лево крило је било изложено на свом јужном боку и такође било потиснуто назад.
Док су се Халид и његова мобилна гардијска коњица током поподнева бавили јерменским фронтом, ситуација на другом крају се погоршавала. Византијски стрелци на коњима изведени су на бојно поље при чему су подвргли Абу Убајдине и Јазидове трупе интензивном нападу кишом стрела како би спречили непријатељско напредовање кроз византијске борбене линије. Многи муслимански војници изгубили су вид од византијских стрела испаљених тог дана, што је касније постало познато као "Дан изгубљених очију". Верује се да је и муслимански ветеран Абу Суфјан тога дана изгубио своје око. Муслиманске војске су одбачене назад, осим једног пука на челу с Икримом бин Аби Џахалом, који је био са леве стране Абу Убајдиног корпуса. Икрима је прекинуо повлачење муслимана са својих четири стотине коњаника нападом на Византијску линију, док су се друге снаге реорганизовале како би извршиле противнапад и повратиле изгубљене положаје. Сви Икримини људи који су тога дана учествовали у борби били су озбиљно повређени или мртв. Икрима, који је био Халидов пријатељ из детињства, смртно је рањен због чега је и умро нешто касније током ноћи.

### Дан 5.
Током четверодневног напада Вахана, његове трупе нису успеле да постигну никакав пробој и претрпеле су велике губитке, посебно за време контранапада мобилне коњице. Рано 19. августа 636. године, петог дана битке, Вахан је послао изасланика у муслимански логор да склопи примирје које би трајало наредних неколико дана како би се могли одржати нови преговори. Он је наводно желео да реорганизује своје деморалисане трупе. Али Халид је сматрао да је победа надохват руке и одбио је понуду.До тада, муслиманска војска је користила углавном одбрамбену стратегију, али знајући да Византијци очигледно више нису жељни битке, Халид је сада одлучио да предузме офанзиву и реорганизовао своје трупе у складу с тим. Све коњаничке јединице груписане су у једну снажну коњичку формацију заједно са мобилном коњичком гардом која је била њено језгро. Укупна снага ове коњичке групе сада је износила око 8.000 јахача ратника, ефективно постављених корпуса за офанзивни напад који је требало да се изведе следећег дана. Остатак дана је прошао без битнијих промена. Халид је планирао да зароби византијске трупе, тако што ће их одсећи од сваког пута могућег пута за бекство. Постојале су три природне препреке, тачније три клисуре на бојном пољу са својим стрмим кланцима, Вади-ур-Рукад на западу, Вади ел Јармук на југу и Вади ел Алах на истоку. Северни пут је требало да блокира муслиманска коњица.Међутим, било је неких пролаза преко 200 метара дубоких кланаца Вади-ур-Ракад на западу, а стратешки најважнији је био мост код Ајн ел Дакара. Халид је ноћу послао Дхарара са 500 коњаника да осигура тај мост. Дхарар се кретао око северног бока Византијаца и заузео мост. Овај маневар се показао одлучујућим следећег дана.

### Дан 6.
Дана 20. августа 636, последњег дана битке, Халид је спровео једноставан, али храбар план напада. Са својом нагомиланом коњичком групом намеравао је да потпуно одвуче византијску коњицу са бојишта тако да би пешадија, која је чинила главнину царске војске, остала без подршке коњице, и тако била изложена, када буде нападнута са бокова и са задње стране. У исто време планирао да изведе одлучујући напад како би окренуо леви бок византијске војске тако да га усмери према кланцу на западу.

Прва фаза: Халид је наредио општи напад на византијском фронту и галопирао са својом коњицом око левог крила Византијаца. Део његове коњице заокупио је византијску коњицу са левог крила, док је остатак нападао на задњу страну византијске пешадије на левом крилу. У међувремену, муслиманско десно крило притиснуло га је са предње стране. Под овим двосмерним нападом, византијско лево крило је потиснуто назад због слома који је доживело и било је приморано да се повуче даље до византијског левог центара, значајно нарушавајући његов поредак.
 Преостала муслиманска коњица тада је напала византијску коњицу са левог крила у позадини док им је предњу страну заокупила друга половина муслиманске коњице, усмеравајући их са бојишта на север. Муслиманска пешадија са десног крила сада је напала византијски леви центар на његовом левом боку док је муслимански десни центар напао спреда.
Друга фаза: Вахан, приметивши велики маневар муслиманске коњице, наредио је да се његова коњица групише, али није била довољно брза; пре него што је Вахан могао да организује своје различите ескадре тешке коњице, Халид је вратио коњицу назад да нападне концентрисане ескадре византијске коњице, па је почео да их напада са предње и бочне стране још док су заузимали положај за стврање формације. Неорганизована и дезоријентисана византијска тешка коњица убрзо је била усмерена и распршена на север, препуштајући пешадију сопственој судбини.
Трећа фаза:Пошто је византијска коњица била потпуно поражена, Халид се окренуо према византијском левом центру који је већ задржао двоструки напад муслиманске пешадије. Византијски леви центар је био нападнут у позадини од стране Халидове коњице чиме је и напокон сломљен.
Последња фаза:Повлачењем византијског левог центра почело је опште византијско повлачење. Халид је одвео своју коњицу на север да блокира северни пут и тако спречи бекство. Византијци су се повукли на запад према Вади-ур-Рукдау, где се налазио мост у Ајну ел Дакару ради безбеданог прелаза преко дубоких клисура кањона Вади-ур-Рукад.Мађутим, Дхарар је већ заузео мост као део Халидовог плана који је смислио ноћ раније. Јединица од 500 војника послата је да блокира овај пролаз. У ствари, то је све време био пут којим је Халид и желио да се византинци повуку. Византинци су сада били опкољени са свих страна. Неки су пали у дубоке кланце са стрмих падина, други су покушавали да побегну у воду, само да би били разбијени на стенама које су лежале испод, а други су убијени током свог пада. Ипак, велики број војника успео је се спасе покоља који је уследио. Јован, грчки доушник Рашидунске војске током освајања Дамаска, умро је у овој борби. Муслимани нису узимали заробљенике у овој бици, иако су можда заробили неке од њих током касније потраге. Теодор Тритирије је издахнуо на бојном пољу, док је Никита успео да побегне и стигне до Емесе. Џабала ибн ел Аџхам је такође успео да побегне, а касније, на кратко време, измирио се са муслиманима, али је убрзо поново прешао на страну византијског двора.

## Последице
Одмах након завршетка ове операције, Халид и његова елитна коњица упутили су се на север како би се суочили са византијским војницима који су се повлачили; нашао их је близу Дамаска где их је и напао. У борби која је уследила, Вахан, који је избегао судбину већине својих људи на Јармуку, био је убијен. Халид је тада ушао у Дамаск где су га, где су га према причи, дочекали локални становници, те је тако поновно заузео град.
Када су вести о катастрофи стигле до византијског цара Ираклија у Антиохији, он је био поражен и разјарен. Он је свој грех сматрао узроком за пораз на бојном пољу, првенствено мислећи на свој инцестуозни брак с нећакињом Мартином. Он је желео да поново освоји покрајину ако би му пошло за руком да прикупи нове ресурсе, али сада више није имао ни људство ни новац на располагању за даљу одбрану провинције. Уместо тога, повукао се у саборну цркву у Антиохији, где је посматрао свечану литургијску службу. Он је сазвао на састанак све своје саветнике у саборнуј цркву како би испитао постојећу ситуацију. Одговорено му је готово једногласно, што је и прихватио као чињеницу да је пораз Божја воља и резултат греха народа целе земље, укључујући и њега. Ираклије је у току ноћи бродом отпловио у Цариград. Прича се да је када је његов брод запловио, Ираклије затражио опроштај од Сирије рекавши:
Збогом, и опрости Сиријо, моја далека покрајино. Сада си неверникова (непријатељска). Мир с тобом, о Сиријо - каква ћеш дивна земља бити за непријатеља.
Ираклије је напустио Сирију са светом реликвијом Часног крста, који је, заједно са другим реликвијама из Јерусалиму, тајно укрцао на брод из Јерусалима, само како би га заштитио од инвазије Арапа. Прича се да је цар имао страх од воде, и да је зато направљен понтонски мост за Ираклија како би помоћу њега прешао Босфор на путу до Цариграда. Након што је напустио Сирију, цар је почео да се прикупља преостале снаге за одбрану Анадолије и Египта. Византијска Јерменија пала је у муслиманске руке 638-39, након чега је Ираклије створио тампон зону у централној Анадолији наредивши да се сва утврђења источно од Тарсуса евакуишу. Током 639–642. године муслимани су напали и заузели византијски Египат, предвођени Амр ибн ел-А'асом - који је заповедао десним боком Рашидунске војске током битке на Јармуку.

## Процена
Битка на Јармуку може се сматрати јединственим примером у војној историји где је значајно слабија страна успела да надвлада бројчано надмоћнијег противника супериорнијом вештином својих војсковођа. Византијске војсковође су дозволиле свом непријатељу да сам одабере бојиште. Чак ни тиме нису себе успели да доведу у значјнији тактички неповољни положај. Халид је све време знао да се суочава са бројчано надмоћнијим снагама, па је до последњег дана битке, водио у суштини одбрамбену битку која је одговарала његовим релативно ограниченим ресурсима. Када је одлучио да изведе офанзиву и напад последњег дана борбе, учинио је то са одређеним степеном маштовитости, предвиђања и храбрости које ниједан од византијских команданата није успео да прикаже. Иако је командовао бројно инфериорном силом и имао потребу за свим расположивим људством које се могло прикупити, ипак је имао поверења у себе и исправну процену да је неопходно да пошаље у току ноћи коњаничку јединицу, како би увече пре напада затворио пут који се сматрао критичним за повлачење непријатељске војске.
Због свог командовања на Јармуку, Халид ибн ел Валид се сматра једним од најбољих генерала у историји и његова употреба коњаника током битке показала је колико је добро схватио потенцијалне снаге и слабости својих војника. Његова коњичка гарда брзо се селила са једне тачке на другу, стално мењајући ток догађаја где год би се појављивала, а онда исто тако брзо одгалопирала би да промени ток догађаја на другим местима на терену.
Вахан и његови византијски заповедници нису успели да се носе са овим коњичким снагама и да ефикасно користе значајну предност своје војске. Византијска коњица никада није одиграла значајну улогу у борбама, и држала се у статично као резерва током већег дела битке која је трајала шест дана. Никада нису продужавали своје нападе још ка напред, као што је то био случај четвртог дана битке када су постигли одлучујући удар, али нису успели да га даље искористе. Кључним се показала неодлучност византијских војсковођа, а највероватније да су њен узрок биле тешкоће због командовања војском која је била разједињена унутрашњим сукобима. Штавише, многе од арапских помоћних трупа су недовољно помагале у борби против муслимана, док су муслиманску арапску војску чиниле трупе много већим делом сачињене од ветерана.
Првобитна Ираклијева стратегија, за уништење муслиманских трупа у Сирији, захтевала је брзо и вешто размештање трупа, али заповедници нису на терену показали довољно умећа да ово изведу. Иронично, на бојном пољу Јармука, Халид је на малом тактичком нивоу извео оно што је био Ираклијев главна стратешка замисао: успео је да брзо распореди своје снаге и да и да њима успешније маневрише на бојишту, Халид је био у стању да повремено концентрише довољно снага на одређеним локацијама на бојишту како би поразио бројнију византијску војску. Вахан никада није успео да искористи своју бројчану надмоћ, највероватније због неповољног терена који је спречио боље распоређивање великих византијских снага . Међутим, ни у једном тренутку Вахан није покушао да сконцентрише већу силу како би извршио постигао пресудни удар. Иако је током пет дана био у офанзиви, његова борбена линија остала је изузетно статична. Све је ово у оштрој супротности са веома успешним офанзивним планом који је Халид извео последњег дана, када је практично све своје коњичке јединице реорганизовао и искористио у великом маневру којим је и добио битку. Џорџ Ф. Нафзигер, у својој књизи Ислам у рату, описује битку као:
| „ | Иако је Јармук данас мало познат, то је једна од најодлучнијих битака у људској историји… Да су Ираклијеве снаге превладале, савремени свет би био другачији до непрепознатљивости. | ” |

### Примарни извори
- Al-Baladhuri, Ahmad ibn Yahya (9 century), Kitab Futuh al-Buldan Проверите вредност парамет(а)ра за датум: |date= (помоћ)
- Al-Waqidi, Abu Abdullah Muhammad Ibn Umar (8 century), Fatuh al Sham (Conquest of Syria) Проверите вредност парамет(а)ра за датум: |date= (помоћ)
- Chronicle of Fredegar, 658
- Telmaharensis, Dionysius (774), Chronicle of Pseudo-Dionysius of Tell-Mahre
- Ishaq, Ibn (750), Sirah Rasul Allah
- Khaldun, Ibn (1377), Muqaddimah
- The Maronite Chronicles, 664
- Pseudo-Methodius (691), Apocalypse of Pseudo-Methodius
- Muhammad ibn Jarir al-Tabari (915), History of the Prophets and Kings
- Theophanes the Confessor (810—815), Chronographia
- Thomas the Presbyter (7 century), Chronicle Проверите вредност парамет(а)ра за датум: |date= (помоћ)
- Fragment on the Arab Conquests, 636
- Palmer, Andrew; Brock, Sebastian P; Hoyland, Robert (819). „West-Syrian Chronicle of 819”. West-Syrian Chronicles. ISBN 9780853232384.

### Секундарни извори
- Akram, A. I. (1970). The Sword of Allah: Khalid bin al-Waleed, His Life and Campaigns. Rawalpindi: Nat. Publishing House. ISBN 978-0-7101-0104-4.
- Akram, A.I (2009). Muslim conquest of Persia (third изд.). Maktabah Publications. ISBN 978-0-9548665-3-2.
- Akram, A.I (2004). The Sword of Allah: Khalid bin al-Waleed – His Life and Campaigns (third изд.). ISBN 978-0-19-597714-1.
- Conrad, Lawrence I. (1988), „Seven and the Tasbīʿ: On the Implications of Numerical Symbolism for the Study of Medieval Islamic History”, Journal of the Economic and Social History of the Orient, Brill Publishers, 31 (1): 42—73, JSTOR 3631765
- Donner, Fred McGraw (1981). The Early Islamic Conquests. Princeton University Press. ISBN 978-0-691-05327-1.
- Greatrex–Lieu; Lieu, Samuel N. C. (2002). The Roman Eastern Frontier and the Persian Wars (Part II, 363–630 AD). Routledge. ISBN 978-0-415-14687-6.
- Gil, Moshe; Broido, Ethel (1997). A History of Palestine: 634–1099. Cambridge University Press. ISBN 978-0-521-59984-9.
- Haldon, John (2001). The Byzantine Wars. Tempus Publishing. ISBN 978-0-7524-1795-0.
- Haldon, John (1997). Byzantium in the Seventh Century: the Transformation of a Culture. Cambridge. ISBN 978-0-521-31917-1.
- Hoyland, Robert G. (1997). Seeing Islam as Others Saw It. Darwin Press. ISBN 978-0-87850-125-0. OCLC 36884186.
- Jandora, John W. (1986), „Developments in Islamic Warfare: The Early Conquests”, Studia Islamica, Maisonneuve & Larose (64): 101—13, JSTOR 1596048
- Kaegi, Walter Emil (2003). Heraclius: Emperor of Byzantium. Cambridge University Press. ISBN 978-0-521-81459-1.
- Kaegi, Walter Emil (1995). Byzantium and the Early Islamic Conquests. Cambridge University Press. ISBN 978-0-521-48455-8.
- Kennedy, Hugh N. (2006). The Byzantine And Early Islamic Near East. Ashgate Publishing. ISBN 978-0-7546-5909-9.
- Kennedy, Hugh (2007). The Great Arab Conquests: How the Spread of Islam Changed the World We Live In. Weidenfeld & Nicolson publishers: Great Britain. ISBN 978-0-297-84657-4.
- Luttwak, Edward N (2009). The Grand Strategy of the Byzantine Empire. Harvard University Press. ISBN 978-0-674-03519-5.
- Nicolle, David (1994). Yarmuk 636 A.D.: The Muslim Conquest of Syria. Osprey Publishing. ISBN 978-1-85532-414-5.
- Palmer, Andrew (1993). The Seventh Century in the West-Syrian Chronicles. Liverpool University Press. ISBN 978-0-85323-238-4.
- Regan, Geoffery (2003). First Crusader: Byzantium's Holy Wars (1 изд.). Palgrave Macmillan: New York. ISBN 978-1-4039-6151-8.
- Runciman, Steven (1987). A History of the Crusades: The First Crusade (second изд.). Penguin Books: London. ISBN 978-0-521-34770-9.
- Schumacher, Gottlieb; Laurence Oliphant; Guy Le Strange (1889), Across the Jordan; being an exploration and survey of part of Hauran and Jaulan, London, Watt
- Treadgold, Warren (1997). A History of the Byzantine State and Society. Stanford University Press. ISBN 978-0-8047-2630-6.
- Walton, Mark W (2003). Islam at war. Greenwood Publishing Group. ISBN 978-0-275-98101-3.
- Wood David 2007 Jews, Rats, and the Battle of Yarmūk. in The late Roman Army in the Near East from Diocletian to the Arab Conquest edited by Ariel S. Lewin, Pietrina Pellegrini. Archaeopress : Oxford. ISBN 978-1-4073-0161-7.